# マルクス・ファビウス・アンブストゥス (紀元前360年の執政官)
マルクス・ファビウス・アンブストゥス（ラテン語: Marcus Fabius Ambustus、生没年不詳）は紀元前4世紀の共和政ローマのパトリキ（貴族）出身政務官。紀元前360年、紀元前356年、紀元前354年の三度執政官を務めた。この時期はアッリアの戦い（紀元前387年）でガリアに大敗したローマが、再建をとげつつある最中であった。

## 経歴

### 出自
父は執政武官を二度務めたヌメリウス・ファビウス・アンブストゥス（en）。祖父は紀元前390年の最高神祇官であったマルクス・ファビウス・アンブストゥス（en）である。

### 最初の執政官 (紀元前360年)
紀元前360年、執政官に就任すると、担当したヘルニキに勝利した。同僚のガイウス・ポエテリウス・リボ・ウィソルスはティブルを担当したが、ガリア人が援軍に駆けつけたため独裁官クィントゥス・セルウィリウス・アハラが立てられ、リボとアハラは共同して戦い勝利した。アハラは凱旋式の栄誉を執政官二人に譲り、マルクス・ファビウスは小凱旋式を行った。

### ケンソル (紀元前358年)
おそらく紀元前358年には監察官（ケンソル）に選ばれた。同僚は不明だが21回目のルーストルムを行い、この年二つのトリブス区が追加された。また老年になって元老院第一人者（en）になったとされるが、学者の中にはこれを疑うものもいる（紀元前209年以前は第一人者は全員がケンソル経験者であったために、この二つの疑問は関連している）。

### 二度目の執政官 (紀元前356年)
紀元前356年、マルクス・ファビウスはファレリイ（en）とタルクィニイのエトルリア連合軍との戦争を担当した。エトルリア軍は蛇と炎をあやつる司祭を同行させ、これを見たローマ兵は当初パニックを起こして自軍陣地に引き返した。ファビウスはこれを恥とし、戦いを再開させた。エトルリア軍は蹴散らされ、その野営地は占領された。この敗北をきっかけに、タルクィニイとファレリイを指導者として全エトルリアが蜂起し、ティベリス川の河口のローマの製塩所へ向かった。同僚執政官のマルクス・ポピッリウス・ラエナスはガイウス・マルキウス・ルティルス（en）を独裁官に任命し、エトルリア軍に勝利した。
紀元前367年のリキニウス・セクスティウス法により、二人の執政官のうち一人はプレプス（平民）から選ばれることになっていた。紀元前356年の場合もパトリキであるマルクス・ファビウスとプレプスのマルクス・ポピッリウスが執政官を務めており、ガイウス・マルキウス・ルティルスはプレプス出身の最初の独裁官であった（副官のガイウス・プラウティウス・プロクルスもやはりプレプスであった）。ローマでは翌年の執政官を選出する民会の時期が近づいていたが、マルクス・ファビウスは出征中であり、パトリキで構成される元老院は、プレブスであるマルクス・ポピッリウスにもガイウス・マルキウスにも選挙を委ねることを好まず、インテルレクス（5日間交代の最高指導者）を立てた。これは次回の執政官を2名ともパトリキから選ぶためであり、ローマに向かっていたマルクス・ファビウスもこの影響を受けた。
紀元前355年になって、マルクス・ファビウスは2人目と8人目のインテルレクスとなり、リキニウス・セクスティウス法よりも十二表法を根拠としてパトリキ出身の二人の執政官を任命した。

### 三度目の執政官 (紀元前354年)
紀元前354年には再々度執政官となっており、ティブルに勝利し、正規の凱旋式を実施する栄誉を得ている。さらにファルスキ（en）にも勝利したが、タルクィニイには敗北した。

### その後のキャリア
紀元前352年に再びインテルレクスに選ばれ、両執政官をパトリキから出す事に成功した。また翌年には執政官選挙を行うため民会を開催する独裁官（ディクタトル）に就任した。この時もプレブス執政官選出阻止を期待されたが、失敗している。
紀元前334年の植民市建設三人委員の一人が、マルクス・ファビウスである可能性がある。

### 後継者たち
紀元前325年、彼の息子であるクィントゥス・ファビウス・マクシムス・ルリアヌスが、独裁官ルキウス・パピリウス・クルソルの副官に任命されるが、この時点でマルクス・ファビウスはまだ存命であった。このとき、クィントゥス・ファビウスは戦いには勝利したものの、独裁官の待機命令に違反しており、パピリウスは怒り、ファビウスを罰するよう元老院に要請した。マルクス・ファビウスは息子の代理人としてパピリウスと論争し、元老院とローマ市民に弁明した。パピリウスは厳罰は免れないとしたが、マルクス・ファビウスも懇願に転じ、人々も助命嘆願を繰り返したため、クィントゥスに職権の停止を命じるだけで済ませた。また、紀元前322年に独裁官アウルス・コルネリウス・コッスス・アルウィナの副官を務めたマルクス・ファビウス・アンブストゥスも彼の可能性がある。